# Барібаєва
Баріба́єва (каз. Бәрібаев) — село у складі Балхаського району Алматинської області Казахстану. Адміністративний центр Акжарського сільського округу.
У радянські часи село називалось «Акжар».
Населення — 570 осіб (2021; 526 у 2009, 533 у 1999, 766 у 1989).